# Sông Indigirka
Sông Indigirka (tiếng Nga: Индигирка; Sakha: Индигиир) là một con sông tại Cộng hòa Sakha ở Nga,nằm giữa sông Yana và sông Kolyma. Sông có chiều dài là 1,726 km (1,072 dặm). Diện tích lưu vực là 360.000 km ². Con sông chảy vào vịnh Kolyma, biển Đông Siberi. Sông bắt đầu bị đóng băng vào tháng Mười và nằm dưới lớp băng cho đến tháng 6.

## Các nhánh sông chính
- Kuydusun River
- Kyuente River
- Elgi River
- Nera River,
- Moma River
- Badyarikha River
- Selennyakh River
- Uyandina

## Các bến cảng và khu dân cư
Các cảng chính trên sông:
- Khonuu
- Druzhina
- Chokurdakh
- Tabor.

Ngành công nghiệp khai thác vàng phát triển trong lưu vực sông  Indigirka.Ust-Nera,là một trung tâm khai thác vàng,và cũng là khu dân cư lớn nhất sông  Indigirka.
Các loài cá trên sông Indigirka đa dạng và phong phú,trong đó có nhiều loài cá có giá trị cao như  vendace, chir, muksun, inconnu (nelma), omul...

## Lịch sử
Năm 1638, Ivan Rebrov đã đặt chân đến sông Indigirka. Trong khoản thời gian từ 1636-1642,Elisei Buza là người đi tiên phong đi đến hệ thống sông Indigirka bằng đường bộ.Cũng vào thời điểm đó, Poznik Ivanov xuất phát từ một nhánh của sông Lena,sau đó vượt qua dãy núi  Verkhoyansk  và dãy Chersky đến Indigirka. Năm 1642 Mikhail Stadukhin đặt chân đến sông Indigirka bằng đường bộ từ sông Lena.
Zashiversk trên sông Indigirka là một tiền đồn quan trọng của thực dân Nga. Sau đó đã bị bỏ hoang trong thế kỷ 19. Một số khu dân cư khác như là Podshiversk và Uyandinskoye Zimov'ye,hiện tại đã bị bỏ hoang.
Từ năm 1892 đến 1894,Baron Eduard Von Toll thuộc Viện khoa học Nga đã tiến hành khảo sát địa chất trong lưu vực sông Indigirka.

## Các cửa sông
Khoảng 100 km trước khi đổ ra biển Đông Siberi (70,8126 ° N 148,9162 ° E), sông Indigirka chia thành hai phụ lưu về phía đông bắc. Phụ lưu bên trái (phía tây) được gọi là Russko-Ustyinskaya Protoka; phụ lưu bên phải (phía đông) được gọi là Srednyaya Protoka. Vùng hạ lưu,phụ lưu Srednyaya Protoka chia ra thêm một phụ lưu nữa,được gọi là  Kolymskaya Protoka.